# 极品飞车 (电影)
《极品飞车》（英語：Need for Speed）是一部2014年美国及印度合拍的动作犯罪片，由斯科特·沃夫执导，梦工厂制作，根据美国艺电游戏公司同名游戏系列改编而成。剧情大纲是由亚伦·保尔所饰演的街头赛车手托比·马绍尔为了替亡友报仇而横越美国与杀死好友的对手（多米尼克·库珀所饰演）比赛。2014年3月14日在美国由试金石影业发行，全球累计2.03亿美元票房。

## 剧情
托比·马歇尔是一位普通的改装车行的修车工，他在纽约基斯科山的车库时常与好友们改装车辆。某日，托比昔日的仇人蒂诺·布鲁斯特开着一辆梅赛德斯-奔驰SLR McLaren来到托比的车库，要约他完成赛车手卡罗·谢尔比生前未完成建造的福特谢尔比野马。迪诺要托比和他的队友完成该项目，以换取汽车200万元的估计售价中25%。尽管队友们都反对，但托比还是同意了。
建造完成后，谢尔比野马在派对上被拿出来拍卖。托比和迪诺见到了名叫朱莉娅的英国女子，她说如果像托比声称的那样，谢尔比野马能达到超过每小时230英里的时速，就会以300万买了这辆野马。第二天早上，托比在附近的赛道上驾驶野马。结果野马达到了每小时234英里的时速，促使了朱莉娅以2.7百万的价钱买下了它。之后，迪诺向托比和托比的队友小皮特挑战。迪诺要用他叔叔非法进口的三辆科尼賽克Agera进行比赛，比赛的起点迪诺叔叔的住宅，终点是684号州际的路桥。如果托比赢了，他就能拿到迪诺卖掉野马交易中的75%；但如果托比输了，托比就要给回迪诺25%的交易。比赛时，迪诺落后在小皮特之后。结果迪诺把皮特撞上了半空中并导致皮特的车着火并在山沟下翻车。迪诺过后开车逃走，撇下了托比和小皮特俩。因为没有证据显示迪诺涉及意外，托比最后被判过失杀人而入狱。
两年后，托比假释出狱并发誓要为皮特的死报仇。于是他从朱莉娅那里借来了那辆谢尔比野马并结伴参加了由DJ莫纳克赢家通吃的“德莱昂”的赛车；为此他们要在比赛的前两天到达三藩市。途中他们驾驶的谢尔比野马在州际被警察和其他赛车手追逐，因为迪诺会给任何阻止托比参赛的人他所拥有的罕见的藍寶堅尼Sesto Elemento作为赏金，促使有大量的街头赛车手试图抓住托比。
在托比与朱莉娅艰苦地到达犹他州时，只有谢尔比野马的他们被一组卡车队逼上了悬崖，那些卡车司机也是受迪诺奖赏的；但之后托比的另一个队友班尼从美国国民警卫队那里偷来直升机把他们与野马在空中救走并把他们放在巴纳维亚盐带平地。刚好托比的另一群队友在那里等着他们。过后班尼为此而被逮捕。
经历了漫长的旅途后，他们好不容易到达了三藩市并登记比赛。可没想到其中一个赛车手用卡车把野马撞翻结果导致朱莉娅蒙受重伤而送入医院，托比则只受了些轻伤因而逃过一劫。与此同时，安妮塔——迪诺的女友和小皮特的姐姐，已经意识到迪诺的计划。她利用了迪诺的电脑查出害死其弟弟的那辆Agera R的下落。那辆Agera R正好藏在了三藩市附近的仓库。安妮塔把Agera R的位置告诉托比，安妮塔也把迪诺给她的订婚戒指交给了他并要他告知迪诺因其害死她的弟弟而帮助托比。因野马已经被撞毁，托比决定前往车库取走Agera R。
翌日早晨，迪诺看到托比而感到吃惊，因为托比不止驾来了那辆Agera R，托比还把迪诺给安妮塔的戒指交还给他。在艰苦的比赛中，其中有几辆车被淘汰（包括了GTA Spano、布加迪威龙、迈凯伦P1和萨林S7）；托比和迪诺在太平洋海岸公路并排前行。迪诺想把托比撞出公路，但托比在关键时刻及时踩刹车，导致了迪诺的车失控撞毁并着火。抢救了他的对手后，托比赢得了比赛，但后来托比和迪诺都双双被加利福尼亚州公路巡警逮捕。随着肇事的Agera R出现，迪诺被判车辆谋杀并入狱，托比则因非法赛车被判6个月监禁。最后，朱莉娅开了一辆2015年版的福特野马来接托比。最後他們在一起過著幸福的生活。他们与乔和阿飞前往犹他的军事监狱接因对狱友进行健身计划的良好行为而被提早出狱的班尼。

## 角色
- 亚伦·保尔 饰演 托比·馬歇爾（Tobey Marshall）[11]，来自基斯科山的被诬陷蓝领技工。
- 多米尼克·库珀 饰演 迪諾·布魯斯特（Dino Brewster）[12]，前印第安纳波利斯500赛车手、托比的激烈对手。
- 伊莫珍·盖伊·波茨 饰演 朱莉婭·马顿（Julia Maddon）[13]，精明的高端跑车交易经纪人。
- 哈里森·吉尔伯特森 饰演 皮特·科尔曼（小皮特，Pete Coleman)，安尼塔的弟弟，托比的好友与团队成员。
- 基德·酷迪 饰演 班尼·“捍卫战士”·杰克逊中士[14]，托比的好友与团队成员。是位飞机师，能够驾驶小型飞机和直升机。因为大家都不相信他能够驾驶军用直升机而常被叫做“骗子一号”。拥有一架塞斯纳飞机。
- 雷蒙·罗德里格兹（英语：Ramón Rodríguez） 饰演  喬·皮克（Joe Peck）[15]，托比的好友与团队成员。是团队里的专业技师，拥有一辆名为“野兽号”的2011年版福特F-450（英语：Ford Super Duty）。
- 雷米·馬利克 饰演 阿飞（Finn）[16]，托比的好友与团队成员。团队里的电脑专家，也在团队里为比赛监控摄像。
- 米高·基顿 饰演 莫纳克（Monarch）[17]，一位隐居和性格古怪的人。为“德莱昂”赛车的主持人。在居住的小农场的灯塔中工作。
- 达珂塔·强生 饰演 安妮塔·科尔曼（Anita Coleman），皮特的姐姐，迪诺的女友。

## 制作
2013年4月在美国喬治亞州和阿拉巴馬州取景拍摄，同年6月转至密西根州底特律继续拍摄。
由于追车戏的实际效果需要演员有熟练的驾驶技术，因此摄制组决定让演员参加特技驾驶训练课程。

## 市场营销
在2013年9月25日，发布首款预告片，在iTunes中显示保罗是一个生气的蓝领技工，被人陷害之後想要报复。
電子遊戲《極速快感：生存競速》於 2014 年 3 月 11 日發布可下載內容 (DLC)，將電影中出現的汽車加入遊戲中。

## 评价
媒体综评39分，烂番茄新鲜度24%，口碑一般。
美媒认为：“虽然故事架构略显老套，但赛车追逐场景还是一如既往地热血沸腾”，“若《速度与激情》系列不存在，这个改编自著名电子游戏的影片估计会更受欢迎”，“总体而言还不错，公式化的剧情和冗长感挥之不去，但好在两个因素保证了影片的有趣。一个是亚伦-保尔的卖力出演，一个是惊世骇俗的赛车场面”，“影片表面上试图走轻松消遣的路线，但最终只是一堆荒谬情节和聒噪场景的堆砌，当然，还有主演时不时的癫狂”。

## 票房
北美首映日获得660万美元票房，首周末累计1780万列第三位；次周末收778万列第六，累计3040万。第三周末收434万列第八。最终票房4360万美元。
中国大陆首周三天收获1.33亿人民币列第一位；次周收1.51亿蝉联冠军；第三周收8700万实现三连冠，累计3.73亿；第四周收3600万列第四，累计4.07亿；最终累计4.14亿。香港首周末获得326万港币名列第三。
台灣首周末收731万新台币列第三位。
| 上一届： 《机械战警》 | 2014年中国内地一周票房冠军 第11-13周（3月10日—3月30日） | 下一届： 《美國隊長2：酷寒戰士》 |